# Ranunculus ameres
Ranunculus ameres är en ranunkelväxtart som beskrevs av S. Ericsson och Kvist. Ranunculus ameres ingår i släktet ranunkler, och familjen ranunkelväxter. Inga underarter finns listade i Catalogue of Life.